# Silton
Silton – wieś w Anglii, w hrabstwie Dorset. Leży 42 km na północ od miasta Dorchester i 161 km na zachód od Londynu.